# NGC 1879
NGC 1879 (również PGC 17113 lub UGCA 110) – magellaniczna galaktyka spiralna z poprzeczką (SBm), znajdująca się w gwiazdozbiorze Gołębia. Odkrył ją John Herschel 18 listopada 1835 roku.